# کالویان دینچف
کالویان دینچف (بلغاری: Калоян Динчев؛ زادهٔ ۳ فوریهٔ ۱۹۸۰) کشتی‌گیر اهل بلغارستان است.